# GUCA1A
GUCA1A (англ. Guanylate cyclase activator 1A) – білок, який кодується однойменним геном, розташованим у людей на короткому плечі 6-ї хромосоми. Довжина поліпептидного ланцюга білка становить 201 амінокислот, а молекулярна маса — 22 920.
| 10         |  | 20         |  | 30         |  | 40         |  | 50         |
| ---------- |  | ---------- |  | ---------- |  | ---------- |  | ---------- |
| MGNVMEGKSV |  | EELSSTECHQ |  | WYKKFMTECP |  | SGQLTLYEFR |  | QFFGLKNLSP |
| SASQYVEQMF |  | ETFDFNKDGY |  | IDFMEYVAAL |  | SLVLKGKVEQ |  | KLRWYFKLYD |
| VDGNGCIDRD |  | ELLTIIQAIR |  | AINPCSDTTM |  | TAEEFTDTVF |  | SKIDVNGDGE |
| LSLEEFIEGV |  | QKDQMLLDTL |  | TRSLDLTRIV |  | RRLQNGEQDE |  | EGADEAAEAA |
| G          |  |            |  |            |  |            |  |            |

A: Аланін

C: Цистеїн

D: Аспарагінова кислота

E: Глутамінова кислота

F: Фенілаланін

G: Гліцин

H: Гістидин

I: Ізолейцин

K: Лізин

L: Лейцин

M: Метіонін

N: Аспарагін

P: Пролін

Q: Глутамін

R: Аргінін

S: Серин

T: Треонін

V: Валін

W: Триптофан

Білок має сайт для зв'язування з іонами металів, іоном кальцію. 
Локалізований у мембрані.